# Associação Desportiva Ala-Arriba
A Associação Desportiva Ala-Arriba é um clube de futebol português localizado na vila de Mira, distrito de Coimbra. O clube foi fundado a 3 de Outubro de 1963. O clube  disputa os seus jogos no Estádio Municipal de Mira. Vários foram os anos de sucesso a nível distrital desta equipa da zona centro. Chegando a participar, em algumas ocasiões, na III Divisão Nacional.
Neste momento, a equipa possui escalão sénior, e também tem escalões de formação, até aos sub-19.